# Sergueï Loznitsa
Sergueï Vladimirovitch Loznitsa (en russe : Сергей Владимирович Лозница ; en ukrainien : Сергій Володимирович Лозниця, Serhiï Volodymyrovych Loznytsia ; en biélorusse : Сяргей Уладзіміравіч Лазніца, Siarheï Uladzimiravitch Laznitsa), né le 5 septembre 1964 à Baranavitchy (en Biélorussie soviétique), est un cinéaste ukrainien.

## Biographie
Sergueï Vladimirovitch Loznitsa (en russe : Сергей Владимирович Лозница ; en ukrainien : Сергій Володимирович Лозниця, Serhiï Volodymyrovych Loznytsia ; en biélorusse : Сяргей Уладзіміравіч Лазніца, Siarheï Uladzimiravitch Laznitsa) naît le 5 septembre 1964 à Baranavitchy, en Biélorussie soviétique. Sa famille part pour Kiev, en Ukraine, où Loznitsa suit son cursus scolaire. En 1981, Loznitsa est admis à l'Université Polytechnique de Kiev - dont il sort major de promotion -, où il étudie les mathématiques appliquées et les systèmes de contrôle. En 1987, il est diplômé en ingénierie et mathématiques. De 1987 à 1991, Loznitsa travaille comme scientifique à l'Institut de cybernétique. Ses missions l'amènent à étudier le développement de systèmes experts, l'intelligence artificielle ainsi que les processus de prise de décision. Parallèlement à son activité principale, Loznitsa est traducteur de japonais en russe et développe un vif intérêt pour le cinéma.

« À l'âge de 24 ans, j'ai ressenti soudain le besoin de faire, dans ma vie, quelque chose de sérieux et d'important. J'avais fait des études de mathématiques, j'avais un métier, mais je ne me sentais pas concerné, ça me passait au-dessus de la tête, si je puis dire. J'ai lu beaucoup pendant ma jeunesse, et peut-être que ces multitudes de textes se sont accumulés en moi et ont déclenché une réaction en chaîne... Je me suis senti poussé vers l'éducation des lettres et des arts. J'avais le choix entre la littérature, l'histoire ou le cinéma. La première faculté que j'ai visitée à Moscou était l'Institut d’État pour le cinéma. J'y suis resté. Et il m'a fallu sept ans pour découvrir que j'avais fait le bon choix. »

Loznitsa évoquera également l’effondrement de l’URSS, et le climat « de romantisme et d’euphorie » qui suivit, pour justifier son choix. C'est donc en 1991 que Loznitsa change de voie : il est alors reçu à l'Institut national de la cinématographie de Moscou et étudie dans l'atelier de Nana Djordjadze. Il y suit une formation à la fois très poussée et éclectique:
"Ce que nous avons appris au VGIK n’était pas seulement technique, c’était ce qu’on pourrait appeler un enseignement des humanités : littérature étrangère, littérature russe, histoire de l’art, histoire du théâtre, histoire du cinéma, histoire de la musique, philosophie, théorie de la perception, théorie culturelle… Ah ! Et la composition musicale, nous devions composer des pièces musicales selon les différentes formes classiques. J’utilise encore cela dans certains de mes films."
Il en sort diplômé six ans plus tard, avec les honneurs du jury. Il réalise, en 2000, des films documentaires à Saint-Pétersbourg dont le court-métrage La Station, remarqué par la critique. Il reçoit, la même année, une bourse du programme Nipkow à Berlin. Un an plus tard, le cinéaste s'installe, avec sa femme et ses deux filles, en Allemagne, décidant ainsi d'instaurer un peu de distance entre lui et son pays.

« Je pense qu’il est nécessaire pour un cinéaste, ou tout artiste, d’établir une distance avec le sujet dont il traite. C’est ce que Victor Chklovski appelle "otstranenie" qui inspira à Brecht le concept de "distanciation". C’est une étape nécessaire pour contrôler sa matière, sinon l’émotion prend le dessus et les puissances de la raison et de la création sont mises en péril. Il faut toujours faire un pas de côté, ce qui suppose une certaine duplicité ou une fracture de la personnalité. En physique quantique, c’est que l’on appelle le principe de superposition. »

En 2006, on lui décerne un Nika du meilleur film documentaire pour Blokada consacré au siège de Léningrad au cours de la Seconde Guerre mondiale.
Ses trois longs-métrages ont tous été sélectionnés en compétition officielle au Festival de Cannes : My Joy pour le Festival de Cannes 2010, Dans la brume pour le Festival de Cannes 2012 (il a aussi reçu le prix FIPRESCI de la critique internationale) et Une femme douce pour le Festival de Cannes 2017.
Il est professeur à l'École du nouveau cinéma de Moscou créée en 2012.
En février 2022, il quitte l'European Film Academy, estimant que la réaction de cette dernière face à l'invasion de l'Ukraine par l'armée russe est trop faible ; Sergeï Loznitsa est exclu quelques semaines plus tard de l’Académie cinématographique ukrainienne, qui lui reproche son « manque de loyauté » et son « cosmopolitisme ».

## Style
Ses films documentaires, parfois à la lisière de l'expérimental, représentent une « humanité confrontée à des bouleversements économiques, sociaux et politiques de grande ampleur », comme l'a souligné Télérama, peignant ainsi le délitement moral de la Russie. Son sens du paysage, la rigueur de ses partis-pris de mise en scène ainsi que ses audaces narratives ont souvent été remarqués par la critique,.

## Filmographie

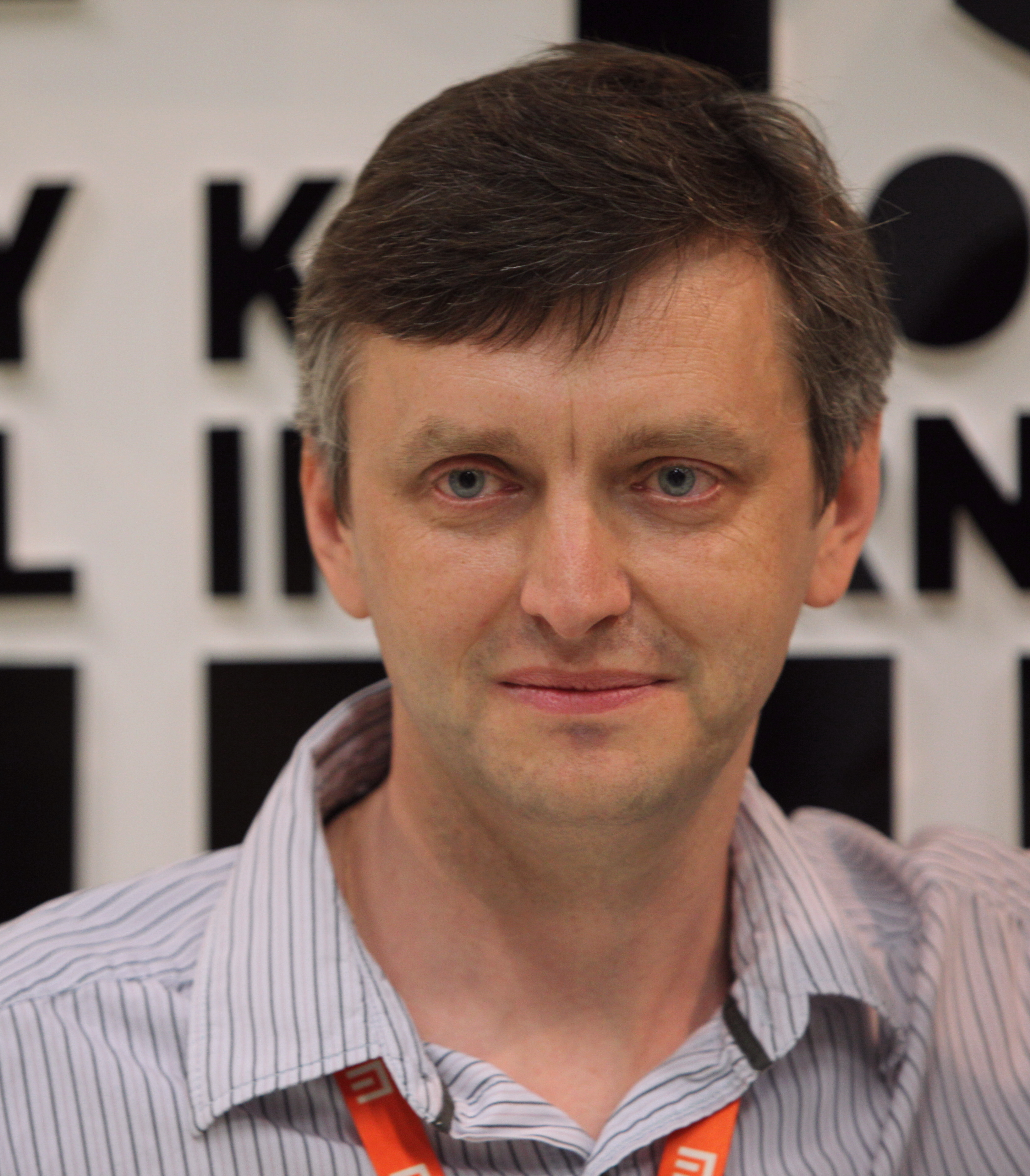
Sergei Loznitsa au Festival international du film de Karlovy Vary en 2010.

### Longs métrages de fiction
- 1997 : Segodnya my postroim dom (court métrage)
- 2010 : My Joy (Schastye moyo)
- 2012 : Dans la brume (В тумане, V tumane)[9]
- 2017 : Une femme douce (Кроткая, Krotkaya)
- 2018 : Donbass[10],[11]
- 2025 : Deux Procureurs (Два прокурора, Dva prokourora)

### Documentaires
- 1999 : La Vie, l'automne (court métrage)
- 2000 : La Station (court métrage)
- 2001 : La Colonie
- 2002 : Portret
- 2003 : Peyzazh
- 2004 : Fabrika (court métrage)
- 2006 : Blokada
- 2006 : Artel (court métrage)
- 2008 : Revue (Predstavleniye)
- 2008 : Sweet Sixties
- 2013 : Letter[12]
- 2014 : Maïdan
- 2014 : Réflexions (court métrage) pour le long métrage collectif Les Ponts de Sarajevo
- 2015 : Sobytie
- 2016 : Austerlitz
- 2017 : Le Procès
- 2019 : Funérailles d'État (State Funeral)
- 2020 : Une nuit à l’opéra (court métrage) pour le long métrage collectif Celles qui chantent
- 2021 : Babi Yar. Contexte (Бабин Яр. Контекст)[13],[14],[15]
- 2022 : Mr. Landsbergis[16]
- 2022 : L'Histoire naturelle de la destruction
- 2022 : Le Procès de Kiev
- 2024 : L'Invasion

## Distinctions
- 2006 : Nika pour Blockade.
- Kinotavr 2010 : Prix de la mise en scène pour My Joy[17],[18].
- Festival de Cannes 2012 : Prix FIPRESCI de la Critique internationale pour Dans la brume[19]
- 2017 : Dzyga d'or.
- 2018 : Festival de Cannes : Prix de la mise en scène dans la section Un certain regard, Festival international du film du Caire, Festival international du film d'Inde, pour Donbass
- 2019 : Prix Alexandre-Dovjenko pour Donbass
- Festival de Cannes 2021 : Prix spécial du jury de l'Œil d'or pour Babi Yar. Contexte[20]